# Zeneipar
A zeneipar (az angol music industry fordításából) a sajtónyelvben és az üzleti élet nyelvében  azon gazdasági ágazat, amelyben zenei kompozíciókat, hangfelvételeket, zenei előadásokat hoznak  létre és értékesítenek. (A hivatalos statisztikai osztályozások ezen tevékenységek egy részét nem "iparnak", hanem szolgáltatásnak nevezik, a "zeneipar" kifejezést nem ismerik.)
Az iparágban tevékenykedő személyek és szervezetek között megtaláljuk a zenészeket, akik dalokat írnak és adnak elő; azokat a vállalatokat és szakembereket, akik hangfelvételeket készítenek és adnak el (mint például producerek, stúdiók, hangmérnökök, zeneműkiadók, jogdíjkezelők, kereskedők és online zeneáruházak); azokat, akik élő zenei előadásokat szerveznek (mint például koncertszervezők, turnémenedzserek, klubok); üzletembereket, akik végigkísérik a zenészek pályafutását (mint például tehetségkutatók, menedzserek, ügyvédek), a zenét sugárzó rádió- és tévéműsorokat, az újságírókat, zenetanárokat, hangszergyártókat, és sok más szereplőt.

## Története
A 19. században és a 20. század elején a zeneipar fő tevékenysége a zeneművek kottáinak kiadása és eladása volt. A hangtechnika és hangrögzítés fejlődésével a 20. században a hanghordozók kiadása vette át a vezető szerepet. 2000 óta a hanghordozókon terjesztett felvételek eladása jelentősen visszaesett, így a koncertekből származó bevételek váltak meghatározóvá az iparágban.
Napjainkban négy nagy multinacionális lemezkiadói csoportosulás uralja a hangfelvételek piacát: a Universal Music Group, a Sony Music Entertainment, a Warner Music Group és az EMI. Mindegyikük több kisebb alkiadót foglal magába, amelyek a világ különböző régióiban, országaiban működnek, és más-más zenei műfajokkal foglalkoznak. A koncertszervezést a Live Nation, a világ legnagyobb koncertszervező cége uralja, akik több nagy koncerthelyszín tulajdonjogával is bírnak és a legnagyobb sztárok világkörüli turnéit bonyolítják. A 21. században a digitális zenei piac kialakulásával a legnagyobb online zeneáruház, az iTunes Store üzemeltetője és egyben a népszerű iPod mp3-lejátszó gyártója az Apple Inc vált jelentős szereplővé.

## A zeneipar Magyarországon
Magyarországon először 2015-ben készült  ProArt zeneipari jelentés, ami a szórakoztatóiparnak azt az ágát vizsgálja, amely könnyűzenét szerez, vesz fel, ad ki vagy állít színpadra. A jelentés először tesz kísérletet arra, hogy a piaci alapon működő magyar szórakoztató zene közönségét, keresletét és kínálatát a keletkező jövedelmek áramlása szerint, a hozzáadott érték, befektetések és foglalkoztatási hatás rétegei szerint mutassuk be és értékelje. A magyar zeneipart amerikai és európai példák megismertetésével, azokkal
összevethető szerkezetben, regionális kitekintéssel mutatja be. A komolyzenét a jelentés - elsősorban annak eltérő intézményrendszere és döntően nem piaci finanszírozási módja miatt j- megfelelően – elkülönülten és kisebb terjedelemben tárgyalja.